# جیمز ویلبی
جیمز ویلبی (انگلیسی: James Wilby؛ زادهٔ ۲۰ فوریهٔ ۱۹۵۸) بازیگر اهل بریتانیا است.
از فیلم‌ها یا برنامه‌های تلویزیونی که وی در آن نقش داشته است، می‌توان به گاسفورد پارک، هواردز اند، محاکمه و مجازات، دوک، حس یک پایان، باغ نیمه‌شب تام، لقاح معصوم و قصه‌گو اشاره کرد.